# 여수군 을
여수군 을은 대한민국의 옛 국회의원 선거구이다. 당시 전라남도 여수군의 일부 지역을 관할했다.

## 역사
제헌 국회의원 선거를 앞두고 여수군의 일부 지역을 관할하는 선거구로 신설되었다. 신설 당시 여수군 율촌면, 화양면, 돌산면, 남면, 화정면, 삼산면을 관할하였다.
1949년 8월, 여수군 여수읍이 여수시로 승격되었다. 이와 함께 여수군 잔여 지역은 여천군으로 개칭되었다. 이에 제2대 국회의원 선거를 앞두고 관할 구역이 여천군 선거구에 편입됨에 따라 폐지되었다.

## 역대 국회의원
| 선거   | 정당 | 정당   | 의원   |
| ------ | ---- | ------ | ------ |
| 1948년 |      | 무소속 | 황병규 |

## 역대 선거 결과

### 대한민국 제헌 국회의원 선거
|  | 48.27% |

|  | 31.98% |

|  | 19.74% |